# Zeslandentoernooi 2013 (mannen)

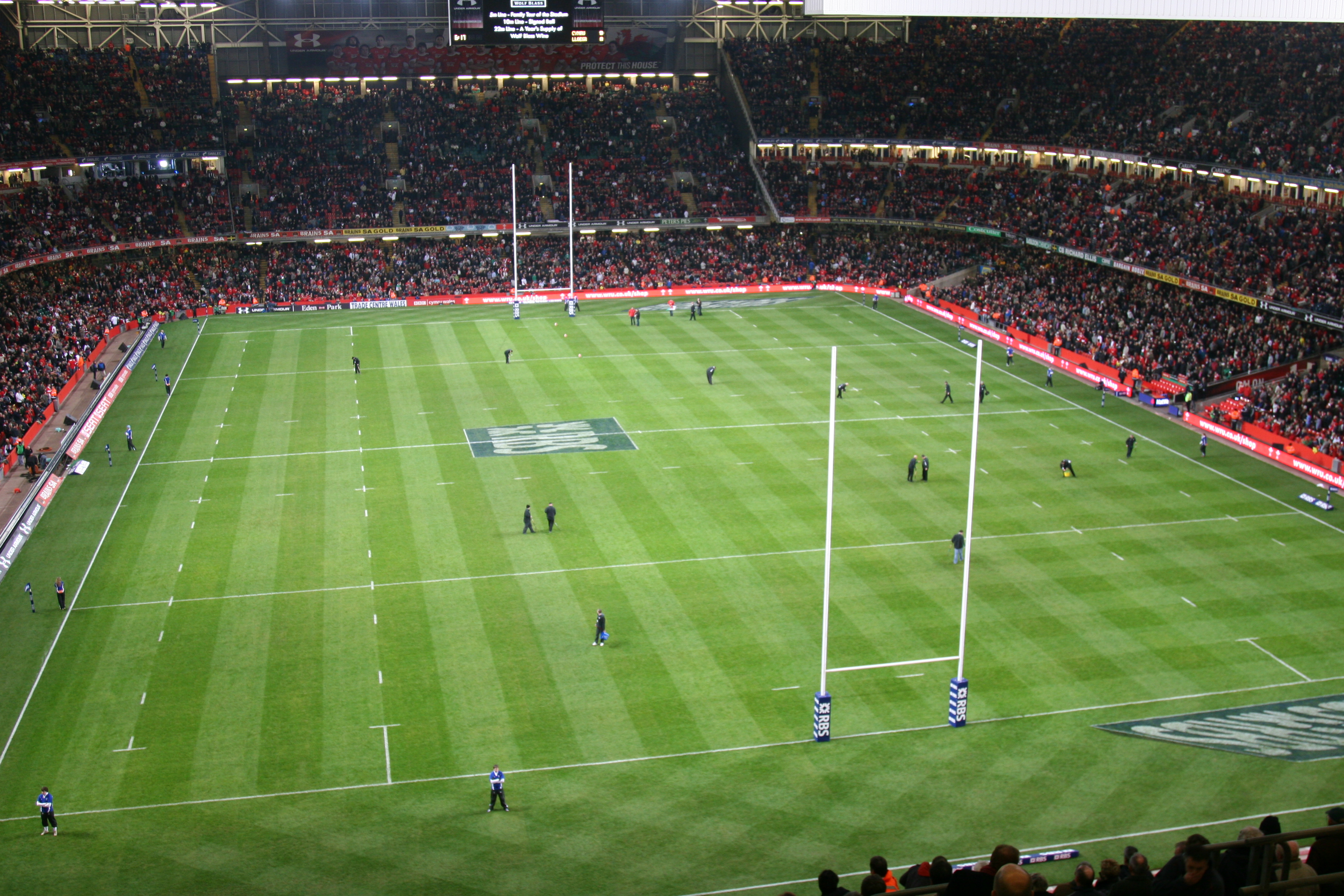
De wedstrijd Wales - Engeland voor het zeslandentoernooi 2010.

De veertiende editie van het Zeslandentoernooi voor mannen van de Rugby Union werd gespeeld van 2 februari tot en met en 16 maart 2013 tussen de nationale rugbyteams van Engeland, Frankrijk, Ierland, Italië, Schotland en Wales. Het rugbyteam van Wales prolongeerde zijn titel.

## Deelnemende landen
| Land      | Stadion            | Stad      | Coach                 | Captain        |
| --------- | ------------------ | --------- | --------------------- | -------------- |
| Engeland  | Twickenham         | Londen    | Stuart Lancaster      | Chris Robshaw  |
| Frankrijk | Stade de France    | Parijs    | Philippe Saint-André  | Pascal Papé    |
| Ierland   | Aviva Stadium      | Dublin    | Declan Kidney         | Jamie Heaslip  |
| Italië    | Stadio Flaminio    | Rome      | Jacques Brunel        | Sergio Parisse |
| Schotland | Murrayfield        | Edinburgh | Scott Johnson interim | Kelly Brown    |
| Wales     | Millennium Stadium | Cardiff   | Rob Howley interim    | Sam Warburton  |

## Stand
| Positie | Land      | Wedstrijden | Wedstrijden | Wedstrijden | Wedstrijden | Punten | Punten | Punten   | Punten | Tabel Punten |
| Positie | Land      | Gespeeld    | Gewonnen    | Gelijk      | Verloren    | Voor   | Tegen  | Verschil | Tries  | Tabel Punten |
| ------- | --------- | ----------- | ----------- | ----------- | ----------- | ------ | ------ | -------- | ------ | ------------ |
| 1       | Wales     | 5           | 4           | 0           | 1           | 122    | 66     | +56      | 9      | 8            |
| 2       | Engeland  | 5           | 4           | 0           | 1           | 94     | 78     | +16      | 5      | 8            |
| 3       | Schotland | 5           | 2           | 0           | 3           | 98     | 107    | -9       | 7      | 4            |
| 4       | Italië    | 5           | 2           | 0           | 3           | 75     | 111    | -36      | 5      | 4            |
| 5       | Ierland   | 5           | 1           | 1           | 3           | 72     | 81     | -9       | 5      | 3            |
| 6       | Frankrijk | 5           | 1           | 1           | 3           | 73     | 91     | -18      | 6      | 3            |

## Programma en uitslagen

### Week 1
| 2 februari 2013 14:30 | Wales | 22 – 30 | Ierland | Millennium Stadium, Cardiff Toeschouwers: 71.254 Scheidsrechter: Romain Poite |
| 2 februari 2013 14:30 |       |         |         | Millennium Stadium, Cardiff Toeschouwers: 71.254 Scheidsrechter: Romain Poite |

| 2 februari 2013 17:00 | Engeland | 38 – 18 | Schotland | Twickenham, Londen Toeschouwers: 81.347 Scheidsrechter: Alain Rolland |
| 2 februari 2013 17:00 |          |         |           | Twickenham, Londen Toeschouwers: 81.347 Scheidsrechter: Alain Rolland |

| 3 februari 2013 15:00 | Italië | 23 – 18 | Frankrijk | Stadio Flaminio, Rome Toeschouwers: 57.547 Scheidsrechter: Nigel Owens |
| 3 februari 2013 15:00 |        |         |           | Stadio Flaminio, Rome Toeschouwers: 57.547 Scheidsrechter: Nigel Owens |

### Week 2
| 9 februari 2013 14:30 | Schotland | 34 – 10 | Italië | Murrayfield, Edinburgh Toeschouwers: 50.247 Scheidsrechter: Jaco Peyper |
| 9 februari 2013 14:30 |           |         |        | Murrayfield, Edinburgh Toeschouwers: 50.247 Scheidsrechter: Jaco Peyper |

| 9 februari 2013 17:00 | Frankrijk | 6 – 16 | Wales | Stade de France, Parijs Toeschouwers: 80.000 Scheidsrechter: George Clancy |
| 9 februari 2013 17:00 |           |        |       | Stade de France, Parijs Toeschouwers: 80.000 Scheidsrechter: George Clancy |

| 10 februari 2013 15:00 | Ierland | 6 – 12 | Engeland | Aviva Stadium, Dublin Toeschouwers: 51.000 Scheidsrechter: Jérôme Garcès |
| 10 februari 2013 15:00 |         |        |          | Aviva Stadium, Dublin Toeschouwers: 51.000 Scheidsrechter: Jérôme Garcès |

### Week 3
| 22 februari 2013 14:30 | Italië | 9 – 26 | Wales | Stadio Flaminio, Rome Toeschouwers: 73.526 Scheidsrechter: Romain Poite |
| 22 februari 2013 14:30 |        |        |       | Stadio Flaminio, Rome Toeschouwers: 73.526 Scheidsrechter: Romain Poite |

| 22 februari 2013 17:00 | Engeland | 23 – 13 | Frankrijk | Twickenham, Londen Toeschouwers: 82.000 Scheidsrechter: Craig Joubert |
| 22 februari 2013 17:00 |          |         |           | Twickenham, Londen Toeschouwers: 82.000 Scheidsrechter: Craig Joubert |

| 23 februari 2013 14:00 | Schotland | 12 – 8 | Ierland | Murrayfield, Edinburgh Toeschouwers: 67.006 Scheidsrechter: Wayne Barnes |
| 23 februari 2013 14:00 |           |        |         | Murrayfield, Edinburgh Toeschouwers: 67.006 Scheidsrechter: Wayne Barnes |

### Week 4
| 9 maart 2013 14:30 | Schotland                                      | 18 – 28 | Wales                                                                                              | Murrayfield Stadium, Edinburgh Toeschouwers: 67.144 Scheidsrechter: Craig Joubert |
| 9 maart 2013 14:30 | Pen: Laidlaw (6/8) 6', 12', 26', 37', 48', 60' |         | Try: Hibbard 23' c Con: Halfpenny (1/1) 23' Pen: Halfpenny (7/10) 4', 40', 46', 55', 58', 67', 71' | Murrayfield Stadium, Edinburgh Toeschouwers: 67.144 Scheidsrechter: Craig Joubert |

| 9 maart 2013 17:00 | Ierland                                                               | 13 – 13 | Frankrijk                                                                            | Aviva Stadium, Dublin Toeschouwers: 51.000 Scheidsrechter: Steve Walsh |
| 9 maart 2013 17:00 | Try: Heaslip 10' c Con: Jackson (1/1) 11' Pen: Jackson (2/4) 29', 32' |         | Try: Picamoles 73' c Con: Michalak (1/1) 74' Pen: Michalak (1/3) 26' Parra (1/2) 53' | Aviva Stadium, Dublin Toeschouwers: 51.000 Scheidsrechter: Steve Walsh |

| 10 maart 2013 15:00 | Engeland                                     | 18 – 11 | Italië                                        | Twickenham Stadium, Londen Toeschouwers: 81,458 Scheidsrechter: George Clancy |
| 10 maart 2013 15:00 | Pen: Flood (6/6) 3', 15', 37', 40', 43', 61' |         | Try: McLean 48' m Pen: Orquera (2/3) 17', 47' | Twickenham Stadium, Londen Toeschouwers: 81,458 Scheidsrechter: George Clancy |

### Week 5
| 16 maart 2013 14:30 | Italië                                                                                             | 22 – 15 | Ierland                              | Stadio Flaminio, Rome Scheidsrechter: Wayne Barnes |
| 16 maart 2013 14:30 | Try: Venditti 48' c Con: Orquera (1/1) 49' Pen: Orquera (4/5) 13', 21', 69', 80' Garcia (1/2) 35', |         | Pen: Jackson (4/5) 5', 40', 52', 57' | Stadio Flaminio, Rome Scheidsrechter: Wayne Barnes |

| 16 maart 2013 17:00 | Wales | 30 – 3 | Engeland               | Millennium Stadium, Cardiff Scheidsrechter: Steve Walsh |
| 16 maart 2013 17:00 | Try: Cuthbert (2) 56' m, 65' c Con: Biggar (1/1) 66' Pen: Halfpenny (4/4) 10', 17', 23', 51' Biggar (1/1) 70' Drop: Biggar 64' |        | Pen: Farrell (1/3) 20' | Millennium Stadium, Cardiff Scheidsrechter: Steve Walsh |

| 16 maart 2013 21:00 | Frankrijk | 23 – 16 | Schotland | Stade de France, Parijs Scheidsrechter: Nigel Owens |
| 16 maart 2013 21:00 |           |         |           | Stade de France, Parijs Scheidsrechter: Nigel Owens |